# Jean-Daniel Akpa-Akpro
Jean-Daniel Akpa-Akpro (Toulouse, 11 de outubro de 1992), é um futebolista marfinense que atua como meio-campista. Atualmente, joga pelo Monza, emprestado pela Lazio.

## Títulos
Costa do Marfim
- Campeonato Africano das Nações: 2015